# Fizi (territoire)
Cet article concerne le territoire. Pour la localité, voir Fizi.
Le territoire de Fizi est une entité administrative déconcentrée de la province du Sud-Kivu en république démocratique du Congo. Premier État des Babembe créé en 500 Ap. J.-C, il porte le nom de Éssé ou Ébalo `ya Bembe ou État des Bembe. Les baBembe l'identifient comme un territoire à part entière de la république démocratique du Congo ; le 15 avril 1926, il devint légalement le territoire des Bembe, puis en 1931, la Zone de Fizi  et en 1937, elle fut divisée en cinq secteurs administratifs : Ngandja, Mutambala, Tanganyika, Lùlenge et Itombwe. Ce dernier fut rattaché, le 31 décembre 1947, au territoire légal de Mwenga.
Le territoire de Fizi est connu pour avoir échappé pendant des années au contrôle du gouvernement régulier et avoir hébergé le Maquis de Fizi de Laurent-Désiré Kabila dans les environs de Hewa Bora.

## Géographie
Il s'étend sur les rives du lac Tanganyika au sud de la province.

## Les tribus de Fizi
Le territoire de Fizi compte six tribus: Babembe, Bajhoba, Babwari, Babingya, Bagoma et les Bazimba. La principale tribu en importance dans ce territoire est la tribu Babembe.

## Ville de Baraka
Baraka est la principale ville du territoire de Fizi, composée des quatre communes (Katanga, Kalundja, Kafulo-Malikya, et Baraka Centre) avec le principal aéroport de Fizi non entretenu, aérodrome de Malinde (FBA). Depuis 1892, elle est la première entité à connaître un développement sur le modèle urbain dans la province du Sud-Kivu. En 1966 et en 1971, un décret et un arrêté présidentiel confirme Baraka dans son statut de chef-lieu du district du Sud-Kivu jusqu'en 1988. En 2011, Baraka se voit accorder le statut de ville par le gouvernement et représente le centre métropolitain sur le territoire de Fizi. Elle est parmi les 9 villes socio-économiques de la République Démocratique du Congo. Ces 9 villes sont: Baraka , Bandundu, Beni, Boma, Butembo, Likasi, Mwene-Ditu, Uvira,  et Zongo.

## Langue Nationale de Fizi
La langue locale de ce territoire est le Kibembe et kijhoba, les langues majoritairement parlées. Le swahili est la seconde langue parlée.

## Histoire
- Si vous ne connaissez pas le sujet, laissez ce bandeau (vous pouvez alors contacter les auteurs).
- Si vous supprimez le contenu mis en cause (vous pouvez préalablement contacter les auteurs),

argumentez précisément cette suppression dans la page de discussion
(un manque de référence n'est pas un argument ; une recherche réelle de référence doit avoir été effectuée, être formellement documentée).
 (avril 2021).
Si vous disposez d'ouvrages ou d'articles de référence ou si vous connaissez des sites web de qualité traitant du thème abordé ici, merci de compléter l'article en donnant les références utiles à sa vérifiabilité et en les liant à la section « Notes et références ».

### La Préhistoire
Vers 3500 Av. J.-C, les baBembe immigrent du Nord-ouest vers l'est de la RDC. D'autres immigrent vers la région de Bouenza (l'actuelle République du Congo), d'autres encore en Tanzanie et en Angola dans la région de Cabinda. Si le Kibembe reste la langue communément parlée, les baBembe de RDC et de Tanzanie sont une société patrilinéaire, alors que ceux de RC et Angola sont de filiation matrilinéaire.[réf. nécessaire]

### Le Moyen Âge
Vers 500 Ap. J.-C, après une longue période de guerres tribales, naît le premier État primitif des baBembe Royaume de Mbondo. À la suite des luttes pour la succession au trône, le royaume éclate quelques siècles plus tard. Après son éclatement, il est morcelé en petites principautés qui prendront fin pendant la conquête du royaume du Congo, et disparaîtront complètement sous l'administration coloniale Belge à la fin du XIXe et au début du XXe siècle.[réf. nécessaire]

### Liste des anciens Rois Bembés
Mbembe Mtelea (1114-1182 Ap. J.-C)
Songo Ikama (1201 Ap. J.-C)
Achinga Mwenga (1236-1303 Ap. J.-C)
Kitoko Sikatenda (1995- jusqu'à nos jours)

### Histoire contemporaine

#### XXesiècle
Terre ensanglantée, elle a été le théâtre de plusieurs grandes batailles. La première opposa les Belges aux Arabes dans la lutte contre l'esclavagisme. La deuxième fut celle des Forces Alliées contre les Allemands pendant la Première Guerre Mondiale. La troisième a vu s'affronter mobutistes et lumumbistes avec en arrière-plan le Maquis de Fizi, de Kabila, la présence des militaires sud-africains, marocains, américains, belges et français au côté de Mobutu et celle des bulgares, cubains, tanzaniens en soutien à la résistance. Les batailles les plus connues à cette époque sont celles de Baraka, de Bujumbura au Burundi, de Tabora en Tanzanie, d'Ébamba, d'Éléndé-Nébukala, de Hewa-Bora, de Katanga (Sud-Kivu) et de Wimbi.[réf. nécessaire]
Présents, au cours de cette période de 1964 à 1987, au côté de la résistance : Metoditi, Laurent-Désiré Kabila, lieutenant général Achinga Wa Nyassa, colonel Anzuruni, commandant Wakati Sokota, commandant des opérations de Fizi Abedi Masanga, lieutenant Mario Amisi Lwindi, major Asende Lumeme Tanganika, major Enyonyi, colonel Lambert Kyengye, général Kariste, général Shabani Ndalo, Charles Simba, Florentin Bahombwa Songambele compagnon de lutte de Mzee Kabila, etc.
À l'époque coloniale la zone de Fizi fait parler d'elle lors de l'intervention du commandant Mbavu Moya de la Force publique. Celui-ci se fait connaître en prenant le commandement des opérations de Baraka pour attaquer Bujumbura, Kigoma et Tabora dans le but d'anéantir la force allemande. La monnaie du Congo-Belge sera frappée à son effigie. L'indépendantiste Émbolo est l'autre figure emblématique de cette période ; il a été le premier sur le territoire de Fizi à protester contre la colonisation et la paysannerie obligatoire. 
Sont originaires de la zone de Fizi durant le règne de Mobutu les hommes politiques suivants : 
- Célestin Anzuluni Bembe Isilonyonyi, Président du Parlement, PDG d'Air Zaïre puis de l'Office Zaïrois de Contrôle (OZAC);
- Général-Auditeur Fariala;
- Léonard Mukuku Afuka w'Etonda, Commissaire d'Etat;
- Vincent Abaka Mwene-Malungu, Membre du Comité Central, ministre des Finances et propriétaire de Ébalo Émo-I-Ngena,

#### XXIesiècle
Par leur soutien à Laurent-Désiré Kabila puis à Joseph Kabila Kabange entre 1996 et 2003, quelques hommes ont marqué l'histoire du point de vue militaire : le colonel Kabushengé, le général Dunia Luendama, le major Karamba Kambi, le commandant Mbuto Tanganika ex Lufombo, Nyembwe Milingita ex Nyangoma, etc. Fizi étant une zone de résistance, les batailles les plus citées sont celles de Fizi City, Kananda, Katanga (Sud-Kivu), Kazimia, Makobola et Sebele.
Durant le régime de Laurent-Désiré Kabila et celui de son fils Joseph Kabange Kabila (né dans le territoire de Fizi) :
- Sylvestre Lueca, Lieutenant-Général et Chef d'État-Major
- Pardone Kaliba, Mwanuke Xavier, Philippe Unji et Charles Alulea, tour à tour ministre du Développement Rural de 2006 à 2011 sous J.Kabila
- Pardone Kaliba puis Patrick Sulubika, tour à tour ministre des Sports de 2008 à 2010 sous J.Kabila
- Ferdinand Essambo Lukye, vice-ministre au Plan en 2007 et actuellement Directeur retraité de la Banque Central Du Congo.
- Florentin Bahombwa Songambele, vice-ministre du Travail et de la Prévoyance sociale sous J. Kabila
- Louise Munga, ministre de poste, téléphone et communication, ministre du Portefeuille sous J. Kabila

C'est dans le territoire de Fizi que sont nés Joseph Gapangwa Jérôme, ancien évêque du diocèse d'Uvira de 1986 à 2001 et Jason Bya'Ene Akulu Ilangi, évêque émérite de l'église Méthodiste Libre en RDC de 1964 à 2003.
Les actuels députés nationaux de Fizi sont : Ambatobe Nyongolo, Jems Mulengwa et Shenila Mwanza Selina. Trois autres personnalités ont joué un rôle important de députation pour ce territoire : Jérôme Mchingwa, Raphaël M'mekyanwa et Dieudonné Mtambala.

## Subdivisions
Le territoire compte une commune rurale de moins de 80 000 électeurs.
- Fizi, (7 conseillers municipaux)

Le territoire est composé de 4 collectivités (4 secteurs) divisés en 18 groupements :
| Subdivision | Statut  | Groupements |
| ----------- | ------- | ----------- |
| Lùlenge     | Secteur | 5           |
| Mutambala   | Secteur | 5           |
| Ngandja     | Secteur | 3           |
| Tanganyika  | Secteur | 5           |
| Itombwe     | Secteur |             |